# Dekanat Kostrzyn nad Odrą
Dekanat Kostrzyn nad Odrą – jeden z 30 dekanatów diecezji zielonogórsko-gorzowskiej.

## Władze dekanatu
- Dziekan: ks. kan. dr Radosław Gabrysz (od 27.10.2023)[1]
- Wicedziekan: ks. kan. Piotr Mazurek (od 3.03.2022)
- Dekanalny ojciec duchowny: ks. Gabriel Stożek (od 26.06.2009)
- Dekanalny duszpasterz młodzieży i powołań: ks. Michał Szot (od 19.09.2022)

## Parafie
- 10 parafii
- 12 kościołów filialnych
- 5 kaplic

- Bogdaniec - parafia pw. św. Jana Chrzciciela
  - Podjenin - kościół filialny pw. Wniebowzięcia NMP
  - Włostów - kościół filialny pw. św. Józefa
    - Bogdaniec  - kaplica cmentarna
    - Jeniniec - kościół filialny pw. Najświętszego Serca Pana Jezusa - kaplica
    - Proboszcz: ks. Gabriel Stożek
    - wiernych: 2468 osób
    - Terytorium parafii - Bogdaniec, Gostkowice, Jeninek, Jeniniec, Krzyszczyna, Krzyszczynka, Kwiatkowice, Motylewo, Podjenin, Roszkowice, Włostów.

- Czarnów - parafia pw. Matki Bożej Szkaplerznej
  - Stańsk - kościół filialny pw. św. Józefa Robotnika
  - Żabice - kościół filialny pw. Najświętszego Serca Pana Jezusa
    - Spudłów - kaplica - zaadaptowane pomieszczenie klubu
    - Proboszcz: ks. mgr Karol Batycki
    - wiernych: 1530 osób
    - Terytorium parafii - Czarnów, Stańsk, Spudłów, Żabice.

- Górzyca  - parafia pw. Matki Łaski Bożej
  - Golice - kościół filialny pw. Podwyższenia Krzyża Świętego
    - Ługi Górzyckie - kaplica - część budynku mieszkalnego służy do kultu religijnego
    - Proboszcz: ks. mgr Czesław Grzelak
    - wiernych: 2220 osób
    - Terytorium parafii - Górzyca, Golice, Ługi Górzyckie, Ługi PKP, Owczary.

- Kamień Wielki - parafia pw. św. Antoniego
  - Kamień Mały - kościół filialny pw. MB Różańcowej
  - Mościce - kościół filialny pw. św. Wojciecha bpa
    - Kamień Wielki - kościół filialny pw. Niepokalanego Poczęcia NMP - kaplica
    - Proboszcz: ks. lic. mgr Ireneusz Bagiński
    - wiernych: 1611 osób
    - Terytorium parafii - Kamień Wielki, Kamień Mały, Krześniczka, Mościce.

- Kostrzyn nad Odrą - parafia pw. Najświętszej Maryi Panny Matki Kościoła
  - Dąbroszyn - kościół filialny pw. św. Józefa
  - Zgromadzenie Sióstr Pasterek od Opatrzności Bożej - „Pasterki”
    - Proboszcz: ks. dziekan kan. dr Radosław Gabrysz
    - Terytorium parafii - Kostrzyn nad Odrą, Dąbroszyn, Żabczyn.
    - wiernych: 9300 osób

- Kostrzyn nad Odrą - parafia pw. Matki Bożej Rokitniańskiej
  - os. Drzewice - kościół filialny pw. MB Częstochowskiej
    - kaplica szpitalna
    - kaplica w Domu Seniora
    - Terytorium parafii - Kostrzyn nad Odrą.
    - Proboszcz: ks. kan. Piotr Mazurek
    - wiernych: 6800 osób

- Lemierzyce - parafia pw. Świętych Apostołów Piotra i Pawła
  - Głuchowo - kościół filialny pw. MB Szkaplerznej
  - Ownice - kościół filialny pw. Niepokalanego Poczęcia NMP
    - Proboszcz: ks. lic. mgr Dariusz Denuszek
    - wiernych: 1519 osób
    - Terytorium parafii - Lemierzyce, Budzigniew, Głuchowo, Grodzisk, Jamno, Kłopotowo, Lemierzycko, Ownice, Polna.

- Pyrzany - parafia pw. Niepokalanego Serca Najświętszej Maryi Panny
  - Nowiny Wielkie - kościół filialny pw. Najświętszego Serca Pana Jezusa
  - Świerkocin - pw. MB Różańcowej
    - Proboszcz: ks. Stanisław Dochniak
    - wiernych: 1881 osób
    - Terytorium parafii - Pyrzany, Białczyk, Boguszyniec, Nowiny Wielkie, Świerkocin.

- Słońsk  - parafia pw. Matki Bożej Częstochowskiej
  - Chartów - kościół filialny pw. Chrystusa Króla
    - Słońsk - kaplica cmentarna
    - Proboszcz: ks. Józef Drozd, wiernych 3330 osób.

- Witnica - parafia pw. Matki Bożej Nieustającej Pomocy
  - Białcz - kościół filialny pw. MB Królowej Polski
  - Stare Dzieduszyce - kościół filialny pw. Narodzenia NMP
  - Mosina - kościół filialny pw. św. Michała
  - Witnica - kościół filialny pw. Krzyża Świętego
    - Proboszcz: ks. prałat dr Ryszard Tomczak
    - wiernych 8600 osób